# Immanuel Quickley
Immanuel Jaylen Quickley (Maryland, 17 de junho de 1999) é um jogador norte-americano de basquete que atualmente joga no Toronto Raptors da National Basketball Association (NBA).
Ele jogou basquete universitário no Kentucky Wildcats e foi selecionado pelo Oklahoma City Thunder como a 25ª escolha geral no draft da NBA de 2020.

## Carreira no ensino médio
Enquanto frequentava a John Carroll School, Quickley teve uma ótima campanha em seu segundo ano com médias de 17,7 pontos, 3,9 rebotes, 2,9 assistências e 1,5 roubos de bola. Ele ganhou o Prêmio de Jogador do Ano.
Em seu terceiro ano, Quickley teve médias de 23,7 pontos e 7,2 assistências e foi nomeado para a Primeira-Equipe All-Metro.
Em seu último ano, ele foi nomeado MVP de sua equipe após marcar 19 pontos em uma derrota por 71-58 para Hudson Catholic High School no HoopHall Classic. Ele teve médias de 20,8 pontos, 6,7 rebotes, 6,7 assistências e 3,7 roubos de bola e levou a equipe ao título da Associação Atlética Interescolar de Maryland. Quickley foi nomeado para o McDonald's All-American.

### Recrutamento
Em 23 de agosto de 2017, após considerar as universidades, Quickley reduziu a seleção para três: Kansas, Kentucky e Miami. O 22º classificado pela Rivals e 25º pela ESPN, Quickley se comprometeu com Kentucky em 22 de setembro.
| Informações de recrutamento | Informações de recrutamento            | Informações de recrutamento | Informações de recrutamento | Informações de recrutamento | Informações de recrutamento |
| Nome | Cidade natal                           | Escola/Universidade         | Altura                      | Peso                        | Data da revisão             |
| --- | -------------------------------------- | --------------------------- | --------------------------- | --------------------------- | --------------------------- |
| Immanuel Quickley PG | Havre de Grace, MD                     | The John Carroll School     | 1.91 m                      | 82 kg                       | 22 de setembro de 2017      |
| Immanuel Quickley PG | Recrutamento: Rivais: 247sports: ESPN: |                             |                             |                             |                             |
| Classificação geral de novatos: Scout: 22º \| 247sports: 19º \| ESPN: 25º |                                        |                             |                             |                             |                             |
| - Nota: Em muitos casos, Scout, Rivals, 247Sports e ESPN podem entrar em conflito em suas listas de altura e peso, nestes casos, a média foi obtida. A ESPN mede os calouros numa escala de 0 a 100. - Fonte: |                                        |                             |                             |                             |                             |

## Carreira universitária
Como calouro em Kentucky, Quickley teve médias de 5,2 pontos, 1,8 rebotes e 1,2 assistências. Em 8 de novembro de 2019, ele marcou 16 pontos em uma vitória de 91-49 contra Eastern Kentucky. Em 28 de dezembro, ele marcou 18 pontos em uma vitória de 78-70 sobre Louisville. Em 25 de fevereiro de 2020, Quickley acertou oito cestas de três pontos, o recorde de sua carreira, e marcou 30 pontos em uma vitória de 69-60 sobre Texas A&M. No final da temporada regular, Quickley foi eleito Jogador do Ano da SEC e foi chamado para a Primeira-Equipe da SEC.
Em seu segundo ano, ele teve médias de 16,1 pontos e 4,2 rebotes. Após a temporada, Quickley optou por se declarar para o Draft da NBA de 2020 e contratar um agente.

## Carreira profissional

### New York Knicks (2020-2023)
Quickley foi selecionado pelo Oklahoma City Thunder como a 25ª escolha geral no draft da NBA de 2020. Em 20 de novembro de 2020, ele foi negociado com o New York Knicks. Em 28 de novembro, ele assinou um contrato de 4 anos e US$ 10 milhões com os Knicks.
Em sua estreia na NBA em 23 de dezembro, Quickley marcou cinco pontos e saiu do jogo no segundo quarto devido a uma lesão. Em 2 de janeiro de 2021, ele voltou da lesão e marcou nove pontos na vitória por 106-102 sobre o Indiana Pacers. Em 3 de abril de 2022, Quickley registrou seu primeiro triplo-duplo na carreira com 20 pontos, 10 rebotes e 10 assistências na vitória por 118-88 sobre o Orlando Magic.
Em 5 de março de 2023, Quickley registrou sua maior pontuação na carreira com 38 pontos em uma vitória por 131-129 na prorrogação dupla sobre o Boston Celtics. Em 27 de março, ele registrou uma nova maior pontuação na carreira com 40 pontos em uma vitória por 137-115 sobre o Houston Rockets. Naquele ano, Quickley ficou em segundo lugar na votação para o Prêmio de Sexto Homem do Ano.

### Toronto Raptors (2023–presente)
Em 30 de dezembro de 2023, os Knicks negociaram Quickley, juntamente com RJ Barrett e uma escolha de segunda rodada do draft de 2024, para o Toronto Raptors em troca de OG Anunoby, Precious Achiuwa e Malachi Flynn.
Em 7 de março de 2024, Quickley alcançou uma nova marca na carreira com 18 assistências e também registrou 21 pontos e 9 rebotes em uma derrota por 120-113 contra o Phoenix Suns. Em 5 de abril de 2024, Quickley ajudou os Raptors a quebrarem sua sequência de 15 derrotas consecutivas, marcando 25 pontos em uma vitória por 117-111 sobre o Milwaukee Bucks.
Em 8 de julho de 2024, Quickley renovou seu contrato por 5 anos e US$175 milhões para permanecer com os Raptors.

## Estatísticas da carreira

### NBA

#### Temporada regular
| Ano      | Equipe   | PJ  | PT | MPJ  | AP   | 3P   | LL   | RT  | AS  | BR  | TO | PPJ  |
| -------- | -------- | --- | -- | ---- | ---- | ---- | ---- | --- | --- | --- | -- | ---- |
| 2020–21  | New York | 64  | 3  | 19.4 | .395 | .389 | .891 | 2.1 | 2.0 | .5  | .2 | 11.4 |
| 2021–22  | New York | 78  | 3  | 23.1 | .392 | .346 | .881 | 3.2 | 3.5 | .7  | .0 | 11.3 |
| 2022–23  | New York | 81  | 21 | 28.9 | .448 | .370 | .819 | 4.2 | 3.4 | 1.0 | .2 | 14.9 |
| 2023–24  | New York | 30  | 0  | 24.0 | .454 | .395 | .872 | 2.6 | 2.5 | .5  | .1 | 15.0 |
| 2023–24  | Toronto  | 38  | 38 | 33.3 | .422 | .395 | .841 | 4.8 | 6.8 | .9  | .2 | 18.6 |
| Carreira | Carreira | 291 | 65 | 25.7 | .422 | .379 | .860 | 3.3 | 3.6 | .7  | .1 | 14.2 |

#### Playoffs
| Ano      | Equipe   | PJ | PT | MPJ  | AP   | 3P   | LL   | RT  | AS  | BR | TO | PPJ |
| -------- | -------- | -- | -- | ---- | ---- | ---- | ---- | --- | --- | -- | -- | --- |
| 2021     | New York | 5  | 0  | 15.4 | .303 | .364 | .714 | 1.4 | 1.0 | .6 | .0 | 5.8 |
| 2023     | New York | 8  | 0  | 21.9 | .348 | .243 | .850 | 1.6 | 1.0 | .5 | .0 | 9.0 |
| Carreira | Carreira | 13 | 0  | 18.6 | .325 | .303 | .782 | 1.5 | 1.0 | .5 | .0 | 7.4 |

### Universitário
| Ano      | Equipe   | PJ | PT | MPJ  | AP   | 3P   | LL   | RT  | AS  | BR | TO | PPJ  |
| -------- | -------- | -- | -- | ---- | ---- | ---- | ---- | --- | --- | -- | -- | ---- |
| 2018–19  | Kentucky | 37 | 7  | 18.5 | .372 | .345 | .828 | 1.8 | 1.2 | .4 | .0 | 5.2  |
| 2019–20  | Kentucky | 30 | 20 | 33.0 | .417 | .428 | .923 | 4.2 | 1.9 | .9 | .1 | 16.1 |
| Carreira | Carreira | 67 | 27 | 25.7 | .394 | .386 | .875 | 3.0 | 1.5 | .6 | .0 | 10.6 |

Fonte: